# Венгожевски окръг
Венгожевски окръг (на полски: Powiat węgorzewski) е окръг в Североизточна Полша, Варминско-Мазурско войводство. Заема площ от 693,22 км2. Административен център е град Венгожево.

## География
Окръгът се намира в историческата област Мазурия. Разположен е в североизточната част на войводството край границата с Русия (Калининградска област).

## Население
Населението на окръга възлиза на 23 736 души(2012 г.). Гъстотата е 34 души/км2.

## Административно деление
Административно окръгът е разделен на 3 общини.
Градско-селска община:
- Община Венгожево

Селски общини:
- Община Будри
- Община Позездже

## Фотогалерия
- Будри
- Венгожево
- Позездже